# Agflacja
Agflacja (ang. agflation) – rosnące ceny żywności.